# 今宵の君は
「今宵の君は」（こよいのきみは、英語: The Way You Look To-night）は、ジェローム・カーンが作曲、ドロシー・フィールズが作詞した『有頂天時代』の曲。映画ではフレッド・アステアが歌った。
1936年に第9回アカデミー賞歌曲賞を受賞した。フィールズは「ジェリーが私のためにそのメロディーを初めて演奏したとき、私は外に出て泣き始めた。リリースは絶対に私を殺した。やめられなかった、とても美しかった。」と述べている。
映画の中では、隣の部屋でジンジャー・ロジャースが髪を洗っている間にフレッド・アステアが本曲を歌った。彼の録音は1936年に6週間チャートのトップに達した。その年の他のバージョンは、ガイ・ロンバードとテディ・ウィルソンとビリー・ホリデイが該当する。

## カバーした主なアーティスト
- フランク・シナトラ
- トニー・ベネット
- ビング・クロスビー
- オリビア・ニュートン＝ジョン
- ソニー・ロリンズ
- カサンドラ・ウィルソン
- ビリー・ホリデイ
- エラ・フィッツジェラルド
- フィル・コリンズ
- ロッド・スチュワート
- 鈴木章治
- 松田聖子
- オスカー・ピーターソン
- ジャッキー・マクリーン
- ブライアン・フェリー